# Al-Hikma SC Beirut
L'Al-Hikma SC Beirut, també conegut com a Hekmeh SC o Club Sportif La Sagesse (àrab: نادي الحكمة الرياضي, Nādī al-Ḥikma ar-Riyāḍī, ‘Club Esportiu de la Saviesa’), és un club de futbol i basquetbol libanès de la ciutat de Beirut.

## Història
El club va ser fundat el 1943. El club de futbol ingressà per primer cop a la primera divisió libanesa el 1944. L'any 2004 fou finalista de la Copa Federació libanesa.

## Secció de basquetbol
La secció de basquetbol del club, coneguda com a Sagesse Basketball Club, fou creada l'any 1992. Ha guanyat 8 campionats del Líban, 3 copes del Líban, 2 campionats àrabs i 3 campionats d'Àsia (a data de 2009).

### Palmarès
Fonts:
Lliga libanesa de basquetbol
- 1993-94, 1997–98, 1998–99, 1999-2000, 2000–01, 2001–02, 2002–03, 2003–04

Copa libanesa de basquetbol
- 1993, 1998, 1999, 2000, 2001, 2002, 2003

Campionat àrab de clubs
- Champions (2 Times): 1998, 1999

Copa de Campions FIBA Àsia
- 1999, 2000, 2004

Copa de Campions WABA
- 2002, 2004, 2005